# Okwiat

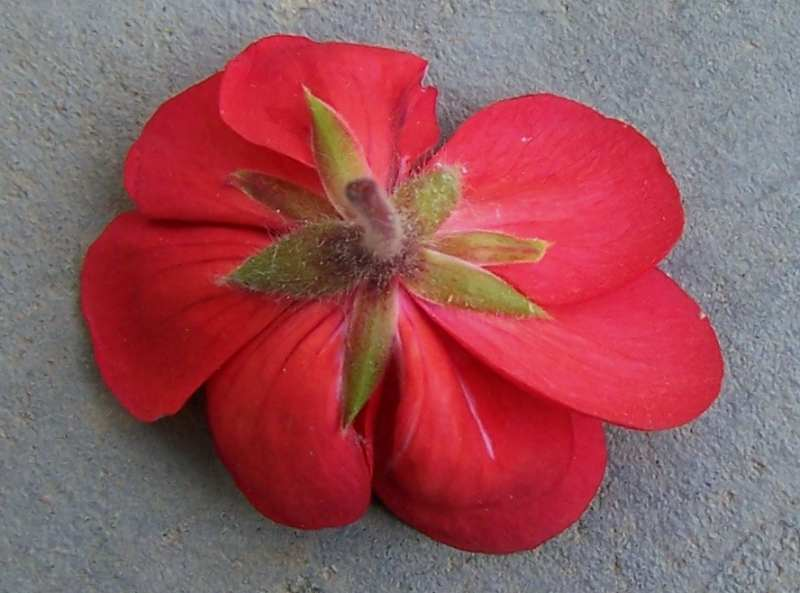
Okwiat pelargonii zróżnicowany na kielich (zielony) i koronę (czerwona)

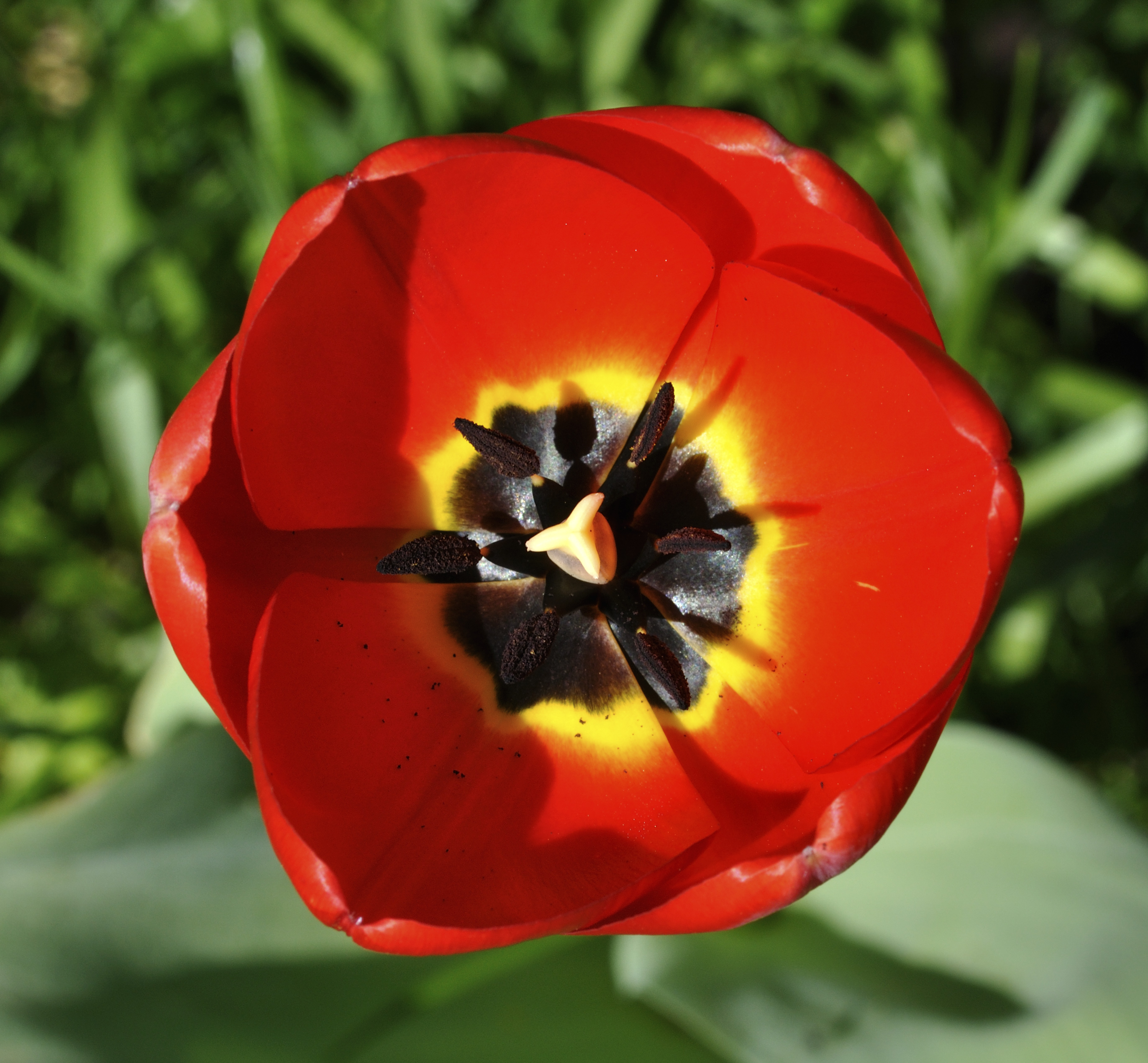
Niezróżnicowane listki okwiatu tulipana

Okwiat, okrywa kwiatowa (ang. perianth, łac. perigonium, perianthium) – część kwiatu stanowiąca ochronę dla rozwijających się pręcików i słupków. U roślin owadopylnych okwiat pełni także funkcję powabni dzięki zapachowi i kolorom, dla zapylających je owadów, ptaków, ssaków i innych zwierząt.

## Budowa
U dwuliściennych okwiat jest zwykle zbudowany z kielicha (kalyx) i korony (corolla), może występować także kieliszek (epikalyx).
Korona składa się z płatków korony (petala), powstających w wyniku przekształcenia pręcików. Barwę płatkom roślin owadopylnych nadają barwniki rozpuszczone w soku komórkowym w wakuoli (np. antocyjany) lub barwniki w plastydach, bardzo rzadko – zabarwione błony cytoplazmatyczne lub cytoplazma.
Kielich składa się z działek kielicha (sepala), powstających najczęściej w wyniku przekształcenia liści przykwiatowych, zrośniętych ze sobą (np. kąkol) lub wolnych np. rzepak. Działki powstają z przekształconych liści przykwiatowych.
Kieliszek jest dodatkowym okółkiem składającym się z działek, występującym pod kielichem, np. u truskawki lub pieciorników.
U jednoliściennych występuje zwykle okwiat pojedynczy (perigonium), który składa się z dwóch okółków zwykle jednakowych listków (tepala, zwane czasem działkami okwiatu). Są one barwne (np. u tulipana) lub zielone (np. u kosmatki), rzadziej zróżnicowane na kielich i koronę, np. u komelinowców (Commelinales). U storczykowatych okwiat ma odmienną, charakterystyczną budowę. Składa się on z 6 działek, przeważnie intensywnie wybarwionych, ułożonych w dwóch okółkach, przy czym 5 działek nachylonych do siebie tworzy tzw. hełm, zaś szósta (jest to środkowa działka wewnętrznego okółka) tworzy tzw. warżkę.
Niektóre rośliny mają okwiat częściowo lub całkowicie zredukowany np. wierzba, trawy, co zwykle wiąże się z przystosowaniem do wiatropylności.
Poszczególne elementy okwiatu mogą być wolne lub w różny sposób, mniej lub bardziej, ze sobą zrośnięte.

## Barwa
Zieloną barwę, rzadko spotykaną u roślin owadopylnych, ale częstą u wiatropylnych, nadaje elementom okwiatu chlorofil zawarty w chloroplastach.
Kolor biały wynika najczęściej z rozmieszczenia w tkankach okwiatu banieczek powietrza. Rzadkością jest biała barwa wynikająca z obecności w komórkach białej odmiany antocyjanu (np. u astrów). Kwiaty takie po przekwitnieniu różowieją.
Barwy niebieskie, fioletowe i czerwone nadają okwiatom antocyjany znajdujące się w soku komórkowym w wakuoli. Barwniki te zwykle są rozpuszczone, ale u niektórych roślin krystalizują.
Żółta barwa może mieć różne pochodzenie. Barwniki nadające żółty kolor mogą występować w chromoplastach lub mogą być rozpuszczone w soku komórkowym w wakuoli. U kocanek piaskowych barwę kwiatom nadaje żółto zabarwiona cytoplazma.
Niektóre barwy wynikają z nakładania się na siebie efektów działania kilku barwników. Np. kolor pomarańczowy wynika z obecności w komórkach epidermy czerwonego barwnika, a głębiej – żółtych barwników w chromoplastach, kolor jasnobłękitny (np. u niezapominajek powstaje przez nałożenie barwy niebieskiej i białej. Pochodzenie „mieszane” ma również kolor czarny, obecny u nasady płatków np. u maków i tulipanów.
Niektóre kwiaty zmieniają barwę w trakcie sezonu wegetacyjnego, najczęściej z czerwonego na niebieski. Jest to wynik zmiany odczynu soku komórkowego i reakcji antocyjanów na tę zmianę.

## Zapach
Kwiaty wonne występują u roślin owadopylnych. Olejki eteryczne zawarte są najczęściej w epidermie płatków korony. Gruczoły zapachowe mogą być rozmieszczone na obrzeżach płatków (np. u niektórych storczykowatych), w rurce korony lub na całej powierzchni płatków.